# Bellucia arborescens
 (septembre 2024).
La mise en forme du texte ne suit pas les recommandations de Wikipédia : il faut le « wikifier ».
Les points d'amélioration suivants sont les cas les plus fréquents :
- Les titres sont pré-formatés par le logiciel. Ils ne sont ni en capitales, ni en gras.
- Le texte ne doit pas être écrit en capitales (les noms de famille non plus), ni en gras, ni en italique, ni en « petit »…
- Le gras n'est utilisé que pour surligner le titre de l'article dans l'introduction, une seule fois.
- L'italique est rarement utilisé : mots en langue étrangère, titres d'œuvres, noms de bateaux, etc.
- Les citations ne sont pas en italique mais en corps de texte normal. Elles sont entourées par des guillemets français : « et ».
- Les listes à puces sont à éviter, des paragraphes rédigés étant largement préférés. Les tableaux sont à réserver à la présentation de données structurées (résultats, etc.).
- Les appels de note de bas de page (petits chiffres en exposant, introduits par l'outil «  Source ») sont à placer entre la fin de phrase et le point final[comme ça].
- Les liens internes (vers d'autres articles de Wikipédia) sont à choisir avec parcimonie. Créez des liens vers des articles approfondissant le sujet. Les termes génériques sans rapport avec le sujet sont à éviter, ainsi que les répétitions de liens vers un même terme.
- Les liens externes sont à placer uniquement dans une section « Liens externes », à la fin de l'article. Ces liens sont à choisir avec parcimonie suivant les règles définies. Si un lien sert de source à l'article, son insertion dans le texte est à faire par les notes de bas de page.
- La présentation des références doit suivre les conventions bibliographiques. Il est recommandé d'utiliser les modèles {{Ouvrage}}, {{Chapitre}}, {{Article}}, {{Lien web}} et/ou {{Bibliographie}}. Le mode d'édition visuel peut mettre en forme automatiquement les références.
- Insérer une infobox (cadre d'informations à droite) n'est pas obligatoire pour parachever la mise en page.

Pour une aide détaillée, merci de consulter Aide:Wikification.
Si vous pensez que ces points ont été résolus, vous pouvez retirer ce bandeau et améliorer la mise en forme d'un autre article.
Espèce
Synonymes
Selon Tropicos (20 septembre 2024)
- Loreya acutifolia O. Berg ex Triana
- Loreya arborescens (Aubl.) DC.
- Loreya maguirei Wurdack
- Melastoma arborescens Aubl. - Basionyme

Selon GBIF (20 septembre 2024)
- Loreya acutifolia O.Berg
- Loreya acutifolia O.Berg ex Triana
- Loreya arborescens (Aubl.) DC.
- Loreya maguirei Wurdack
- Melastoma arborescens Aubl. - Basionyme
- Oxisma arborescens (Aubl.) Raf.

Bellucia arborescens est une espèce d'arbre de la famille des Melastomataceae.
Il est connu dans les Guyanes sous le nom de Itarra (Arawak), et au Venezuela comme Trompo de lamorado.

## Description
Bellucia arborescens est un arbre haut de 10-25(-38) m.
Le pétiole est long de 1-3 cm.
Le limbe mesure 9-15 x 4-8(-12) cm, est de forme ovale, elliptique ou obovale, à apex acuminé, aigu émoussé ou arrondi, à base cunéiforme, membranacée à subcoriacée, et à marge entière, glabre, sauf les veines inférieures pubérisées. 
Les cymes sont longues de 4,5-5 cm, avec le pédoncule long d'environ 18-20 mm.
Les pédicelles sont longs de 5-10 mm.
L'hypanthium est long de 3-4 mm, basalement pubérulent rougeâtre.
Les pétales mesurent 5-6(-7) x 3,7-4 mm, ovales, roses à l'extérieur et blancs à l'intérieur.
Les anthères sont longs de 3-4,5 mm, à 2 pointes.
Le style est long de 9-15 mm.
Le stigmate mesure de 1-2 mm de diamètre.
L'ovaire est à 5 cellules.
Les fruits sont glabrescents, rouges immatures, bleus ou noirs à maturité, d'environ 0,8 cm de diamètre.

En 1953, Lemée en propose la description suivante de Bellucia arborescens :

« L. arborescens Dec. (Melastoma a. Aubl.). Grand arbre remarquable par sa glabreté ; feuilles de 0,10-0,15 sur 0,08-0,12, pétiolées ovales-arrondies subcoriaces noircissant en herbier ; inflorescences sur le bois, en cymes 3-7-flores, fleurs odorantes à calice largement campanulé avec limbe subtronqué, pétales blancs, style filiforme, stigmate capitellé ; fruit grand tronqué jaunâtre. - Roura (Sagot). »

— Albert Lemée, 1953.

## Répartition
Bellucia arborescens est présent de la Colombie au nord-est du Brésil, en passant par le Venezuela, le Guyana, le Suriname, la Guyane, et le Pérou.

## Écologie
Bellucia arborescens pousse au Venezuela dans les forêts de plaine à feuilles persistantes, à 100-300 m d'altitude.

## Usages
Bellucia arborescens produit des fruits comestibles.
La sève de l'écorce est utilisée comme vernis par les Arawak.

## Protologue
En 1775, le botaniste Aublet a décrit Bellucia arborescens et en a proposé le protologue suivant : 

« 11. MELASTOMA (arboreſcens) foliis ſubrotundis, quinquenerviis floribus corymboſis, petalis baſi bifidis. (Tabula 165.)
Arbor trunco ſexaginta-pedali, ad baſim coſtis pluribus ſejunctis, & ſuprà terram latè extenſis cincto, & quaſi ſuffulto, in ſummitate ramoſo ; Ramis undique ſparſis, ramulis tetragonis, nodoſis, folioſis. Folia oppoſita, ovata, glabra, rigida, integerrima, quinquenervia, petiolata. Flores racemoſi infrà folia, adaxillas foliorum evanidorum; racemis oppoſitis, iiſque ſimul & pedunculis florum bracteis duabus ad baſim munitis. Calix : perianthium inferum, turbinatum, decemdentatum, denticulis minimis, breviſſimis. Corolla pentapetala, alba, petalis baſi bifidis. Piſtillum : germen calici adnatum. Stylus longus. Stigma capitatum, quinqueftiiatum. Pericarpium : bacca ſublutea, ſubrotunda, umbilicata, calicis denticulis cinda, quinque- locularis. Semina minutiſſima, numeroſa, in pulpa molli, dulci & eduli nidulantia.
Florebat in ſylvis Guianæ, & prope Aroura.
Nomen Gallicum MELE.

LE MéLASTOME arbre. (PLANCHE 163.)
Cet arbre eſt très grand: ſon tronc a ſoixante pieds de hauteur, ſur un pied & demi & diamètre ; il prend naiſſance de la réunion de pluſieurs côtes épaiſſes, applaties, écartées les unes des autres, qui s élargiſſent & s'étendent à meſure qu'elles gagnent la terre. Ces côtes ſont connues à Caïenne ſous le nom d’ARCABA. L'écorce de cet Arcaba eſt cendrée & liſſe ; l'écorce du tronc eſt cendrée, un peu rouſſâtre, inégale & gerſée ; fon Bois eſt blanchâtre, compacte: quelque temps après avoir été coupe, il devient rouſſâtre. 
Les branches partent du ſommet du tronc, & ſont en grand nombre, les unes inclinées, les autres droites, elles ſe répandent au loin de tous côtes ; elles ſont oppoſées & en croix, garnies de rameaux noueux, à quatre angles obtus, dont deux faces ont un ſillon qui s'étend d'un nœud à l'autre.
Les feuilles viennent à l'extrémité des rameaux. Elles ſont deux à deux, oppoſées, & en croix, entières, ovales, vertes, fermes, longues de ſept pouces, ſur quatre & demi de large. Leur pédicule eſt court, convexe en deſſous, creuſé en gouttiere en deſſus, & large à ſa baſe, elles ſont dans leur milieu traverſées par une côte ſaillante en deſſous, d'où partent quatre nervures; les deux inférieures ſe répandent au bord de la feuille, & les deux ſupérieures vont gagner la partie aiguë.
Les fleurs naiſſent au deſſous des feuilles, & immédiatement au deſſus de l'impreſſion que les anciennes ont laiſſée en tombant.
Les fleurs ſont diſpoſées par petits bouquets oppoſés, ſoutenus ſur un pédoncule commun, qui porte à ſa baſe deux écailles, & chaque pédoncule particulier de la fleur en a auſſi deux à ſa baſe.
Le calice eſt blanc verdâtre, charnu, évaſé en forme de cloche, & porte à ſon ſommet dix petites dents de couleur rouge.
Les pétales ſont au nombre de cinq, blancs, oblongs, arrondis & concaves, ondés, & plus larges à leur partie ſupérieure, plus étroits à leur baſe, & ſéparés en deux lanières courtes, qui ont chacune un onglet, attachés au deſſous de l'intervalle de deux dents a la paroi interne du calice qui ſe trouve a cet endroit marqué dans toute ſa circonférence d'une ligne rouge.
Les étamines ſont au nombre de dix, attachées a la paroi du calice; au deſſus des pétales. Les filets ſont charnus, applatis, rouges a leur naiſſance, & blancs dans le reſte. Les anthères, auſſi longues que les filets, ſont corps avec eux ; elles ſont jaunes, & à deux bourſes.
Le piſtil eſt un ovaire qui eſt arrondi à ſa baſe, comprimé à ſon ſommet, renferme dans le calice avec lequel il fait corps ; il eſt ſurmonté d'un style long, blanc, charnu, ſtrié, qui ſe courbe & déborde les étamines ; il eſt terminé par un stigmate rond, vert, applati, marqué de cinq ſillons en forme de toile.
L'ovaire devient une baie jaune, groſſe comme une petite neffle, couronnée par les bords du calice ; elle eſt formée par des membranes très fines, diviſées en cinq loges, remplies de semences très menues, enveloppées d'une ſubſtance molle & fondante.
Ces fruits ſont bons à manger, & d'un goût douceâtre; ils ſont connus ſous le nom de MELE par les habitans. 
Cet arbre croît dans différents quartiers de la Guiane ; je l'ai obſervé en fleur au mois d'Août, & en fruit au mois de Novembre, dans les forêts qui ſont aux environs de la paroiſſe d'Aroura. »

— Fusée-Aublet, 1775.